# Bill Moore
William Moore, detto Bill (Washington, 1913 – Stafford, 1982), è stato un allenatore di calcio e calciatore inglese, di ruolo centrocampista.

## Carriera

### Giocatore
Dopo aver giocato per vari anni a livello semiprofessionistico con il Walker Celtic ha trascorso le stagioni 1936-1937 e 1937-1938 allo Stoke City, club della prima divisione inglese, con il quale ha giocato complessivamente 4 partite di campionato (2 nella First Division 1936-1937 e 2 nella First Division 1937-1938); nella stagione 1938-1939 ha invece giocato una partita in terza divisione con il Mansfield Town, che di fatto è stata anche la sua quinta ed ultima in carriera nei campionati della Football League: a causa dello scoppio della seconda guerra mondiale dal 1939 al 1945 non si gioca infatti in Inghilterra nessuno dei consueti tornei ufficiali, e, fatta eccezione per la FA Cup 1945-1946, la ripresa vera e propria è nel 1946, quando Moore, ormai trentatreenne, si dedica alla carriera da allenatore.

### Allenatore
Nel 1946 inizia a lavorare come vice allenatore al Notts County, dove rimane fino al 1953; in particolare, dal 1949 in poi è alle dipendenze di Eric Houghton, che nel 1953 segue all'Aston Villa sempre come vice, incarico che ricopre fino al 1957, quando si trasferisce al Walsall, club di terza divisione, di cui diventa allenatore.
Nel 1958 i Saddlers vengono ammessi al neonato campionato di quarta divisione; nel 1960, vincendo la Fourth Division 1959-1960 conquista una promozione in terza divisione, a cui fa seguito una nuova promozione nella stagione 1960-1961: dal 1961 al 1963 Moore allena quindi il club in seconda divisione, salvo poi trascorrere nuovamente in terza divisione la stagione 1963-1964, terminata la quale viene esonerato. Nel febbraio del 1967, dopo alcune stagioni trascorse lavorando come osservatore per il Fulham, fa ritorno al Walsall: la sua seconda esperienza alla guida del club (e con essa anche la sua carriera da allenatore) si conclude nel marzo del 1972, quando dopo cinque stagioni (quattro intere più due a metà) in terza divisione si dimette.

## Palmarès

### Allenatore

#### Competizioni nazionali
- Campionato inglese di quarta divisione: 1

Walsall: 1959-1960